# Butt-Numb-A-Thon
Butt-Numb-A-Thon (förkortat till BNAT) var en amerikansk filmfestival som ägde rum årligen i Austin, Texas från 1999–2016. Den grundades av Harry Knowles, skaparen av webbplatsen Ain't It Cool News, och den första Butt-Numb-A-Thon hölls i samband med Knowles födelsedag i december 1999. Under filmfestivalen visades det film i 24 timmar, både premiärer och äldre filmer. Flera filmer hade sin smygpremiär under Butt-Numb-A-Thon, såsom filmtrilogin om Härskarringen, The Passion of the Christ, Dreamgirls, Chicago, Black Snake Moan, Snatch, Magnolia, På smällen, Frozen, 300, V för Vendetta, Kingsman: The Secret Service och King Kong.
1999–2006 hölls Butt-Numb-A-Thon på Alamo Drafthouse Cinema på 409 Colorado Street. 2007 och 2013 hölls filmfestivalen på Alamo Drafthouse Ritz på 310 E. Sixth Street. Efter 2008 hölls Butt-Numb-A-Thon på Alamo Drafthouse South Lamar på 1120 South Lamar Boulevard.
I september 2017 rapporterades det att Knowles hade begått sexuella övergrepp mot en kvinna under 1999 och 2000 på Alamo Drafthouse Cinema. Fyra ytterligare kvinnor kom senare fram under samma månad med anklagelser om sexuella övergrepp begångna av Knowles, vilka han förnekade. Knowles valde dock att avsäga sig alla uppdrag med Butt-Numb-A-Thon och Ain't It Cool News den 26 september 2017. Filmfestivalen lades ned omedelbart efter detta, där den sista Butt-Numb-A-Thon hölls i december 2016.